# Понятувка (Лодзинське воєводство)
Понятувка (пол. Poniatówka) — село в Польщі, у гміні Жечиця Томашовського повіту Лодзинського воєводства.
У 1975-1998 роках село належало до Пйотрковського воєводства.